# Теплова пастка

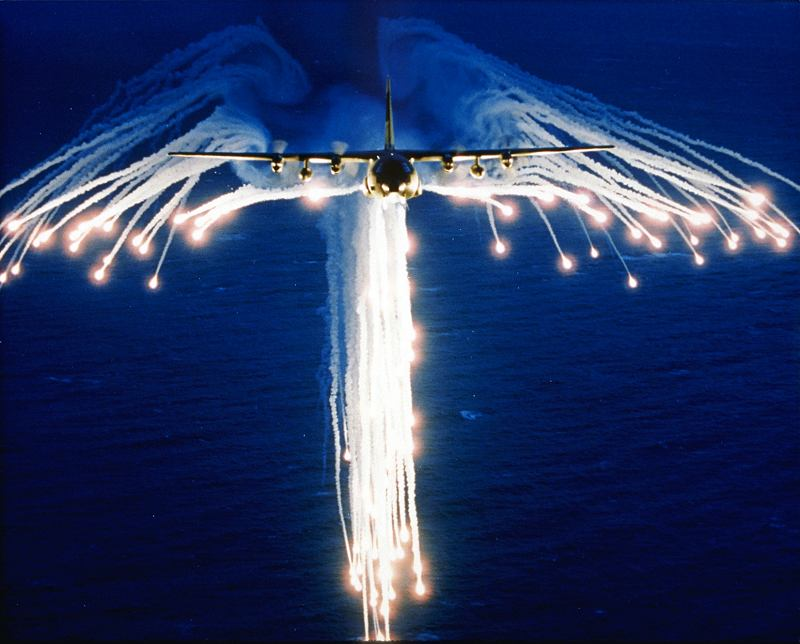
C-130 випускає теплові пастки.

Теплова пастка або хибна теплова ціль (ХТЦ) — різновид засобів ІЧ-протидії для протидії ракетам з тепловим самонаведенням шляхом створення високотемпературних хибних цілей. Зазвичай використовуються на літальних апаратах для захисту від ракет класів «повітря — повітря» і «поверхня — повітря», але також може застосовуватись з ідентичною метою на ракетах і кораблях.

## Історія
Історія появи теплових пасток у США почалась у 1940-х роках разом із розробкою першої ракети з тепловим наведенням (ця ракета буде прийнята на озброєння 1956 року, а з 1963 стане відома як AIM-9 Sidewinder). Для досліджень використовувались різні пристрої, що видавали тепло, і могли бути використані для тестування ракет. Протягом цього часу розроблялись різноманітні сполуки, що створювали специфічне горіння. 1957 року було відкрито специфічне поєднання магнію, алюмінію та інших речовин, яке заклало основу для майбутнього створення засобу протидії. З середини 1950-х велись розробки засобів протидії ракетам з тепловим наведенням для оснащення бомбардувальників B-47 та B-52, тоді концепція вже вважалась перспективною та пріоритетною. Ймовірно, перший спеціально розроблений засіб протидії було створено NOTS не пізніше 1959 року. Паралельно з розвитком перших засобів протидії ракетам проводились і розробки технологій, що дозволяли б ракетам обходити такі засоби.
Перше бойове застосування відбулось американськими військами під час Війни у В'єтнамі для протидії радянським системам. Наприклад, Північний В'єтнам мав ПЗРК «Стріла-2».

## Принцип дії
Ракети, такі як AIM-9 Sidewinder, Р-73, IRIS-T, багато ракет ПЗРК, наводяться за тепловим принципом. ГСН таких ракет оснащені детекторами теплового (інфрачервоного) випромінювання. Літаки, ракети та інші літальні апарати виділяють багато тепла, яке ракетою ідентифікується як ціль. Теплова пастка, яка горить за температури в кілька тисяч градусів за Цельсієм, протягом незначного періоду виділяє значно більшу кількість тепла, що створює для ракети альтернативну, більш помітну, теплову ціль (зазвичай — багато цілей). Відповідно, ракета перенаводиться на яскравий інфрачервоний спалах замість правильної цілі.

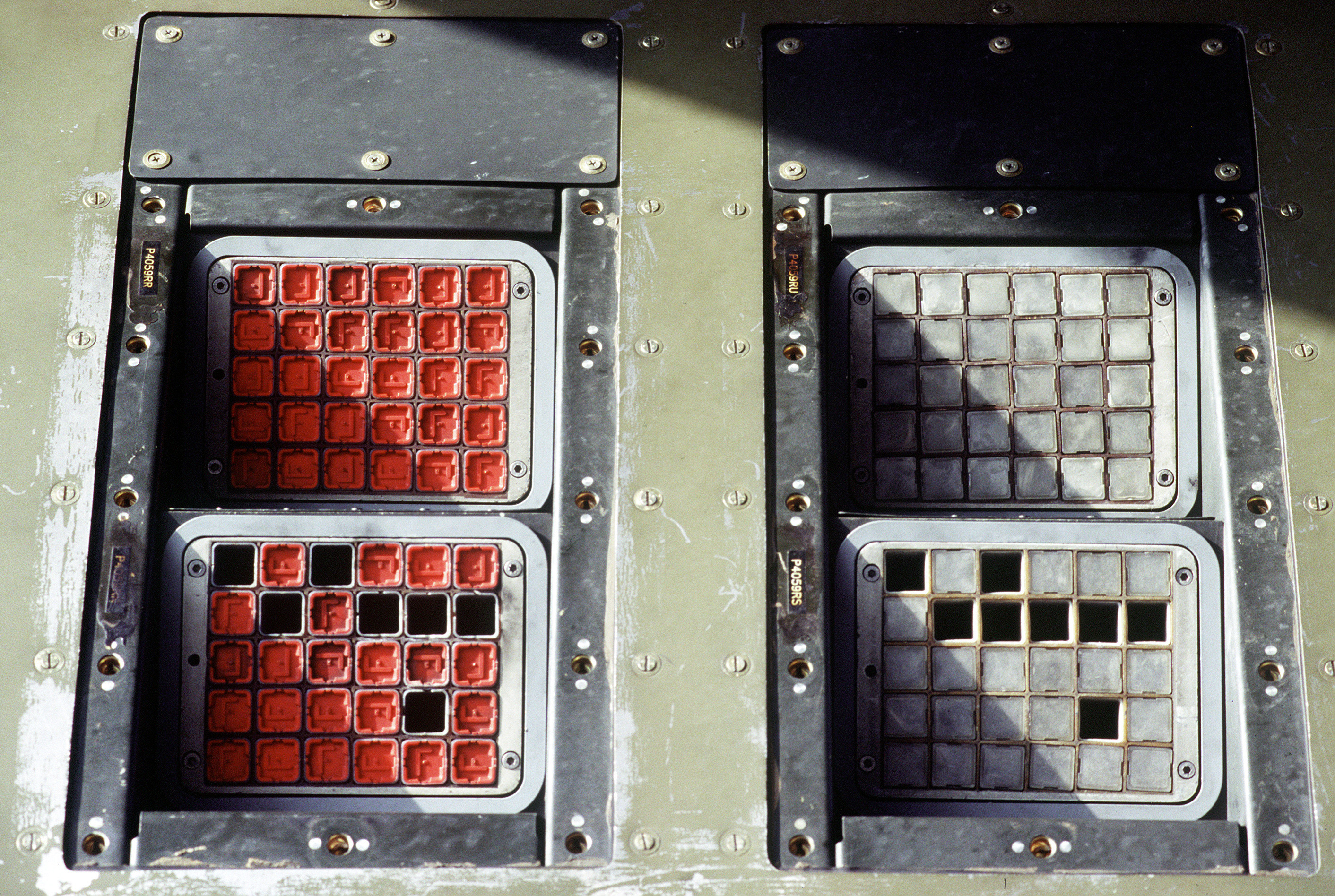
Викидні пристрої для теплових пасток (ліворуч) та дипольних відбивачів (праворуч) на C-130.

Зазвичай теплові пастки є боєприпасами, що відстрілюються (піропатронами або ракетними двигунами) зі спеціальних пускових установок вручну або автоматично при фіксації підльоту ракети системою попередження. Ці боєприпаси містять хімічні речовини з дуже високою температурою горіння, а класичною речовиною є MTV (англ. Magnesium/Teflon/Viton).
Деякі корабельні системи захисту можуть діяти як дещо середнє між тепловими екранами (які приховують ціль від ІЧ-випромінення) та тепловими пастками. Наприклад, викидаючи «хмари» розжарених продуктів згоряння або створюючи своєрідні «факели» над поверхнею води, утворені викидом газу чи іншого пального та його підпалюванням. 
Паралельно з появою теплових пасток ракети почали модифікувати для розрізнення між основною ціллю та хибною. Зокрема, температура горіння, частоти випромінюваного зображення, інші види випромінювання (напр. УФ), силует цілі та багато інших параметрів можуть використовуватись ракетою для збільшення ймовірності ураження основної цілі. Своєю чергою, і засоби протидії ракетам аналогічно створюються більш ефективними. Наприклад, вони можуть розкидатись таким чином, щоб якнайточніше відтворювати силует літака.

## Морська техніка

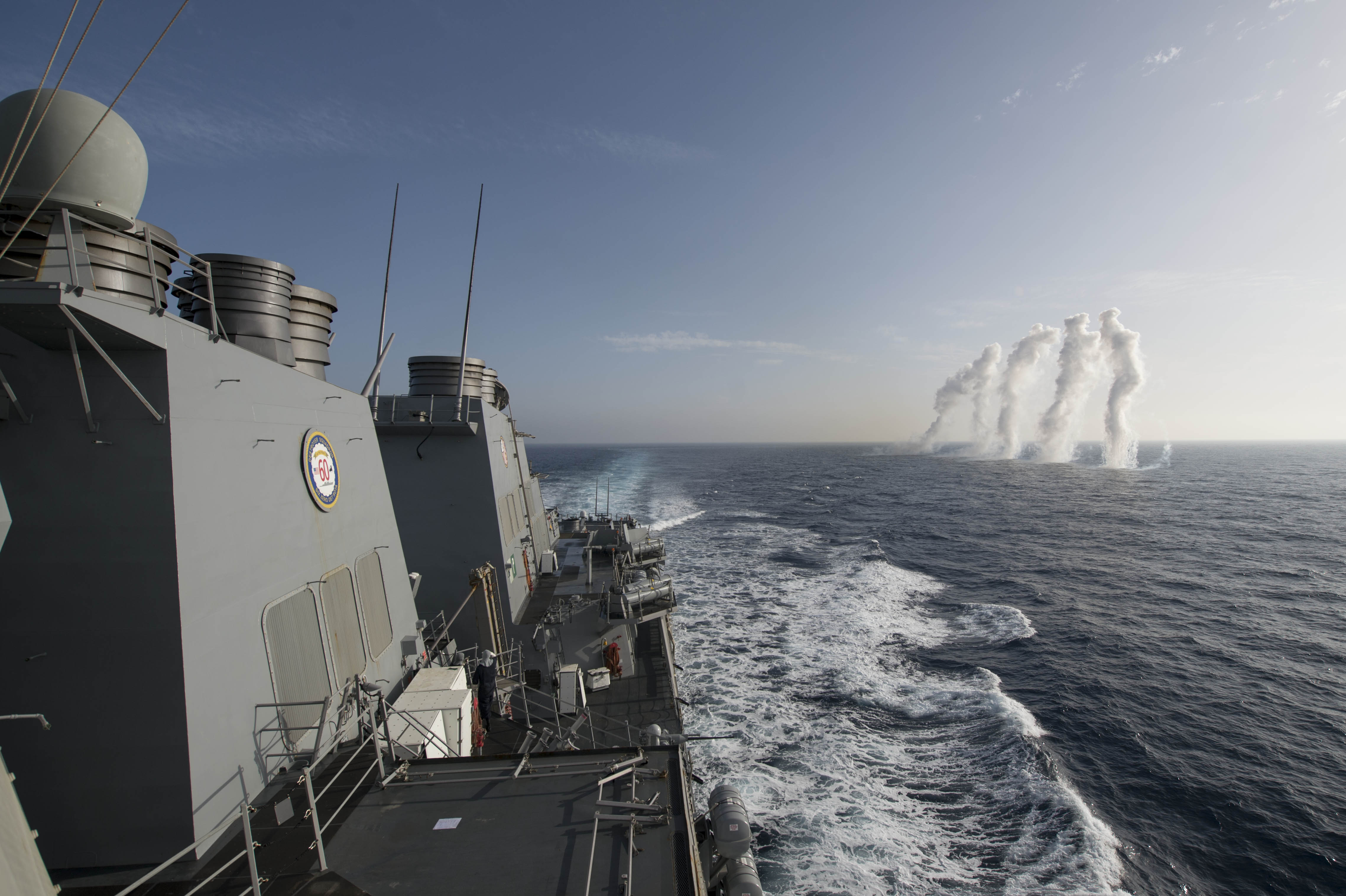
Теплові пастки Mk 245 комплексу Seagnat.

Як і авіація, кораблі також можуть мати захист від ракет із тепловим наведенням. Прикладами таких систем є американські Mark 36 SRBOC та Seagnat і російські КТ-308. Багато інших країн мають власні подібні системи.

## Наземна техніка
У 2021 році під час проведення форуму «Армія-2021» російськими військами було продемонстровано танки Т-72Б3 та Т-90А із тепловими пастками та «мангалами». Вони становили собою жарівні, винесені на певну відстань від основного силуету танка. Такі засоби нібито мали протидіяти ПТРК з тепловим наведенням, як то Javelin, що були наявні в силах оборони України. Пізніше, у жовтні 2022 року, аналогічний пристрій показали в Білорусі. Ймовірно, ефективність таких засобів протидії відсутня. Oryx прозвали цю дивну конструкцію cope bucket («відро копінгу») за аналогією з виразом cope cage («клітка копінгу»), яким називають протикумулятивні решітки над баштами російських танків.

## Оператори

### Україна
Відомо про розробку українських систем теплових пасток «Адрос» КУВ 26-50 від НВФ «Адрон» (прийнято на озброєння наприкінці січня 2017 року) та їх встановлення на гелікоптери Мі-8, Мі-24 та штурмовики Су-25. 

### Ізраїль
Після теракту в Момбасі у 2002 році ізраїльський авіаперевізник El Al почав оснащувати власні літаки автоматизованими системами випуску теплових пасток. Вартість такої системи для одного літака складає близько 1 млн USD.

### Росія
Окрім установлення на бойову авіацію, російський ОПК також використовує хибні теплові цілі на ракетах: зокрема, відомо про застосування таких на ракетах комплексу «Іскандер».